# الديرية (الدوادمي)
الديرية، هي قرية من فئة (ب) تقع في محافظة الدوادمي، والتابعة لمنطقة الرياض في السعودية. وتبعد الديرية عن محافظة الدوادمي بمسافة تقارب (110) كم.